# La Révolte des anges
La Révolte des anges est un roman d'Anatole France publié en 1914.

## Résumé
Des anges rebellés contre Dieu descendent sur terre, à Paris précisément, pour préparer un coup d'État qui rétablira sur le trône du ciel celui que l'on nomme parfois le diable, mais qui est l'ange de lumière, le symbole de la connaissance libératrice… Les tribulations des anges dans le Paris de la Troisième République sont l'occasion d'une critique sociale féroce. Finalement, Lucifer renoncera à détrôner Dieu, car ainsi Lucifer deviendrait Dieu, et perdrait son influence sur la pensée libérée.

## Analyse
Il adopte un mode fantastique pour aborder un certain nombre de thèmes chers à Anatole France : la critique de l'Église catholique, de l'armée et de la complicité de ces deux institutions. L'ironie est souvent mordante et toujours efficace.